# Nacerdes brevipennis
Nacerdes brevipennis is een keversoort uit de familie schijnboktorren (Oedemeridae). De wetenschappelijke naam van de soort is voor het eerst geldig gepubliceerd in 1875 door Fairmaire.